# Mníchova diera
Mníchova diera je jeskyně v Medzevské pahorkatině, která se nachází přímo ve městě Moldava nad Bodvou. Má délku 84 metrů a vstup v nadmořské výšce 226 metrů.
Jeskyně leží v intravilánu města, ve vápencovém svahu v lokalitě Hazalutov, v blízkosti Moldavské jeskyně. Její název pochází z legendy, podle které prostor obýval premonstrátský mnich, ale v literatuře se její název objevuje až v roce 1956. O Mníchovu dieru se začali zajímat v roce 1987 jasovští jeskyňáři, kteří postupně vyčistili některé nedostupné a zasypané části. Ti nakonec v roce 1992 vytvořili propojením prostorů Extrém a Meander uzavřený okruh. V té době byl zakreslen i vzniklý jeskynní systém.
Jeskynní prostory byly v roce 1993 uzavřeny, aby se zabránilo poškození jak samotné jeskyně, tak zdraví návštěvníků. V jeskyni se našly úlomky keramiky lidí bukovohorské kultury.